# Pelochelys bibroni
Espèce
Synonymes
- Trionyx bibroni Owen, 1853

Statut de conservation UICN

 VU A1cd+2cd : Vulnérable
Statut CITES
Pelochelys bibroni est une espèce de tortues de la famille des Trionychidae.

## Répartition
Cette espèce se rencontre :
- en Papouasie-Nouvelle-Guinée ;
- en Indonésie en Papouasie.

## Étymologie
Cette espèce est nommée en l'honneur de Gabriel Bibron.

## Publication originale
- Owen, 1853 : Descriptive Catalogue of the Osteological Series Contained in the Museum of the Royal College of Surgeons of England. Vol I. Pisces, Reptilia, Aves, Marsupialia. London: Taylor and Francis, p. 1-350 (texte intégral).